# محمد گارگو
محمد گارگو (انگلیسی: Mohammed Gargo؛ زادهٔ ۱۹ ژوئن ۱۹۷۵) بازیکن سابق و مربی فوتبال اهل غنا است.
از باشگاه‌هایی که در آن بازی کرده‌است می‌توان به باشگاه فوتبال بروسیا دورتموند، باشگاه فوتبال بایرن مونیخ، باشگاه فوتبال ونتزیا، باشگاه ورزشی الوکره، باشگاه فوتبال جنوآ، باشگاه فوتبال تورینو، باشگاه فوتبال استوک سیتی، و باشگاه فوتبال اودینزه اشاره کرد.
وی در مسابقات کشوری و بین‌المللی در مجموع برندهٔ ۱ مدال برنز شده‌است.